# Денез Прижан
Денез Прижан (брет. Denez Prigent; нар.17 лютого 1966 року в  Сантеці, Фіністер) ― бретонський співак і автор пісень, що співає пісні бретонською мовою. Прославився співом фольклорних акапельних пісень і створенням нового стилю музики, який поєднує бретонські слова та електронну музику. Полюбляє драматичні пісні, які розповідають про історію або казки запозичені з бретонської чи кельтської міфології.
Присвятив подіям Голодомору композицію «Gwerz Kiev».

## Дискографія

### Студійні альбоми
- 1992: Ha daouarn (випущено лише на аудіокасетах)[2]
- 1993: Ar gouriz koar (перевидано у 1996 р.)
- 1997: Me 'zalc'h ennon ur fulenn aour
- 2000: Irvi
- 2003: Sarac'h
- 2015: An enchanting garden
- 2018: Mil hent
- 2021: Stur an Avel (кермо вітру)
- 2022: Ur mor a zaelù (море сліз)

### Концертні альбоми
- 2002: Live holl a-gevret
- 2016: A-unvan gant ar stered
- 2020: Trañs (проєкт Denez Teknoz)

## Публікації
- 2019 рік : Kañv (збірка віршів), видання Skol Vreizh
- 2020 рік : Ôwen and the Seven Nightmares (роман для дітей, написаний у співавторстві зі Стефані Пріжен), видання Ouest-France
- 2020 рік : 100 жартів Бігудена та Леонара, включаючи один безкоштовний (з ілюстраціями Ноно ), видання Ouest-France
- 2020 рік : Дерева та ліси Бретані (ілюстрації в чудовій книзі), видання Ouest-France
- 2021 рік : Fablennou La Fontaine (аудіокнига байок Ла Фонтена, перекладена бретонською мовою Паотра Треуре)
- 2022 рік : Ôwen and the Flower of Light (роман для молоді), видання Ouest-France